# Palazzo D'Alì
Il palazzo D'Alì è un edificio costruito dalla famiglia D'Alì tra il 1876 e il 1904 in piazza Vittorio Veneto a Trapani.

## Architettura
La facciata è composta da un primo ordine in bugnato liscio su cui si apre l'ampio portone d'ingresso sovrastato da un balcone.
Il secondo ordine è scandito da una teoria di archi incassati a pieno centro e di lesene ioniche, che inquadrano le aperture. Alcuni ambienti interni sono decorati con pregevoli dipinti di gusto neoclassico. Di particolare rilievo la scalinata monumentale che dà accesso al salone d'onore. 
Nel 1944-1945 viene acquistato per divenire sede dell'amministrazione cittadina, e dall'aprile 1946 vi si sono svolte le riunioni del consiglio comunale, negli anni scorse spostate al palazzo Senatorio
Oggi è sede di rappresentanza del Comune di Trapani, del sindaco e della giunta.
La facciata esterna del palazzo è stata utilizzata per le riprese della miniserie televisiva Maltese - Il romanzo del Commissario.